# Mariusz Pędziałek
Mariusz Pędziałek (ur. 21 lutego 1956) – polski oboista, koncertmistrz instrumentów dętych w orkiestrze Filharmonii Krakowskiej oraz członek zespołu Grzegorza Turnaua. Nagrywa również muzykę teatralną i filmową.
W lutym 2010 otrzymał Złoty Medal „Zasłużony Kulturze Gloria Artis”.

## Dyskografia
- 1992: Jan Kanty Pawluśkiewicz Nieszpory Ludźmierskie (rejestracja w 1992)
- 1993: Grzegorz Turnau Pod światło
- 1994: Grzegorz Turnau Turnau w Trójce
- 1994: Marek Grechuta Dziesięć ważnych słów
- 1995: Grzegorz Turnau To tu, to tam
- 1997: Grzegorz Turnau Tutaj jestem
- 1998: Grzegorz Turnau Księżyc w misce
- 1999: Grzegorz Turnau Ultima
- 2000: Witold Lutosławski Koncerty harfowe XX wieku[4]
- 2002: Grzegorz Turnau Nawet
- 2005: Grzegorz Turnau 11:11